# Orden vom Slowakischen Kreuz

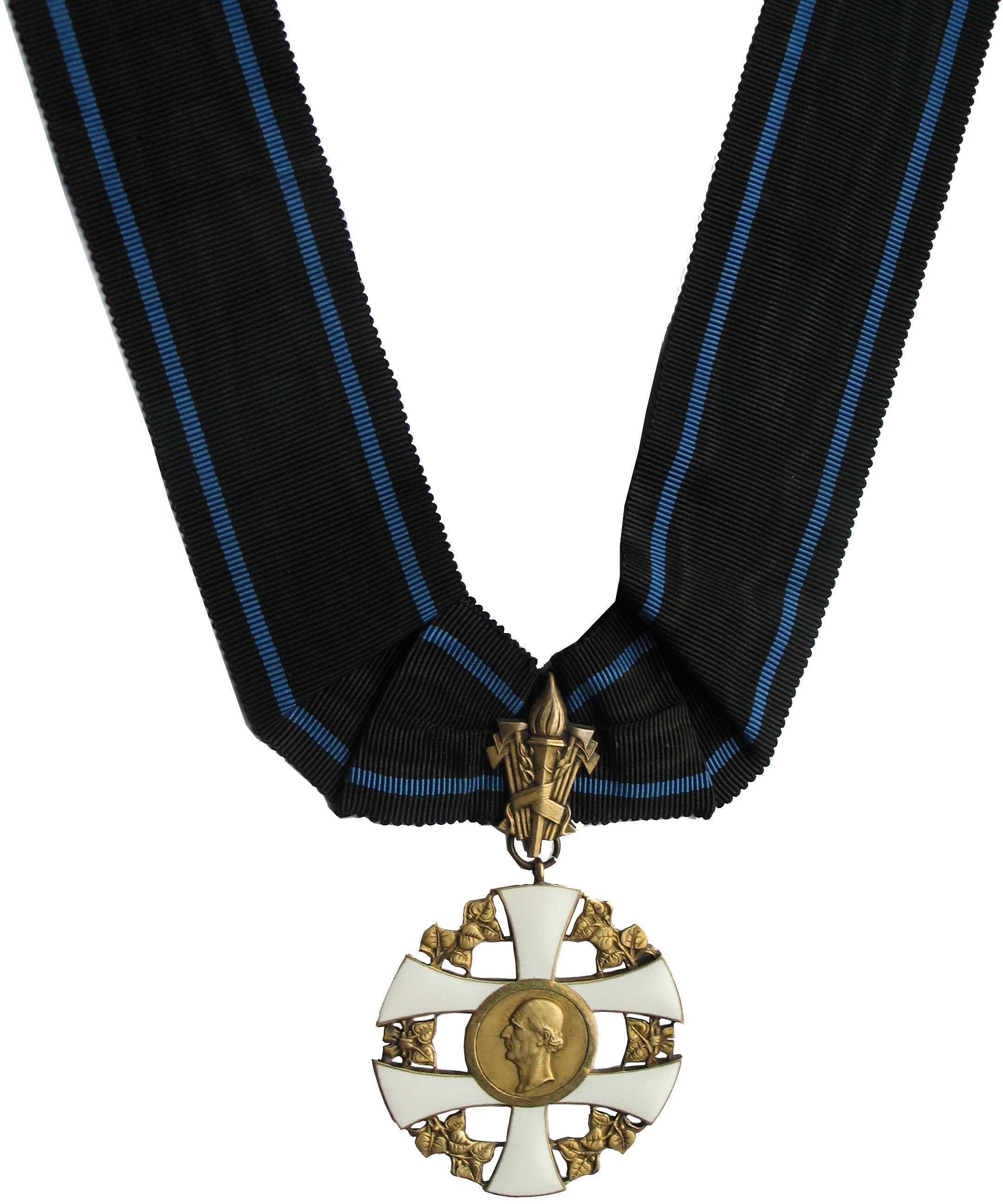
Avers des Slowakischen Kreuzes

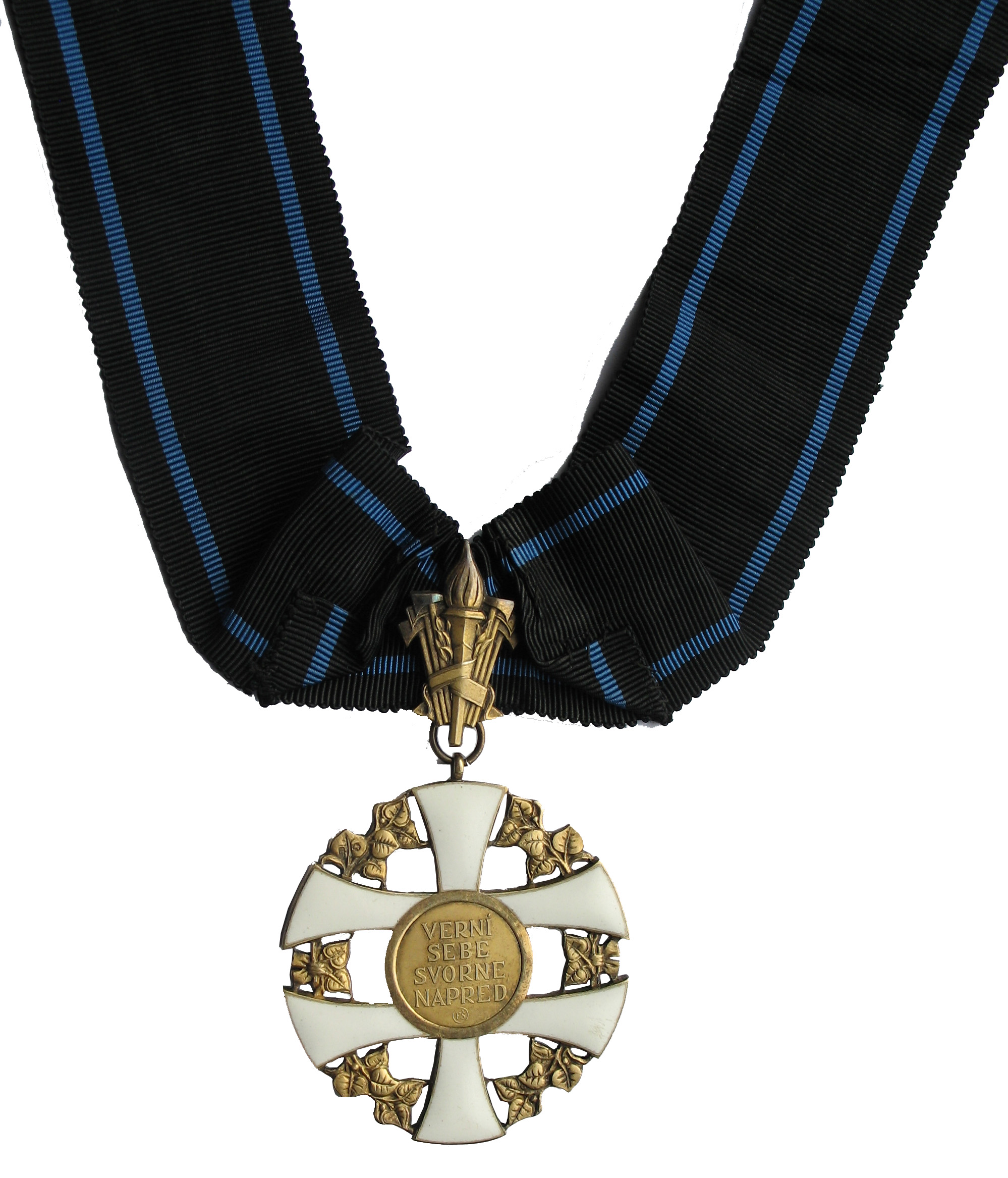
Revers des Slowakischen Kreuzes

Der Orden vom Slowakischen Kreuz, auch Hlinka-Orden genannt, war ein Zivil- und Militärverdienstorden der 1. Slowakischen Republik (1939–1945) und wurde gleichzeitig mit dem Pribina-Orden, unter der er klassenweise rangierte, vom Staatspräsidenten Jozef Tiso gegründet und durfte nur an Inländer verliehen werden. 

## Klassen
Er besaß die üblichen fünf Klassen. Großkreuz, Großoffizierskreuz, Kommandeurkreuz, Offizierskreuz und Ritterkreuz und als besondere Auszeichnung eine Collane. Er wurde auch mit Schwertern am Ring verliehen.

## Aussehen

### Ordenszeichen
Das Ordenszeichen ist ein in einem Kreis eingepasstes weiß emailliertes slowakischen Doppelkreuz, das in der Mitte ein goldenes Medaillon trägt, das vom Betrachter aus gesehen, den Kopf des rechts blickenden Andrej Hlinka zeigt, einen Vorkämpfer der slowakischen Unabhängigkeit. Zwischen den sechs Kreuzarmen erscheint ein metallener (goldener bzw. silberner) Lindenblattkranz. Zwischen dem am Ordensband, welches in schwarz mit hellblauen Seitenstreifen gehalten ist, ist zusätzlich ein Zwischenaufhänger eingehängt der bei den Klassen vom Komtur aufwärts aus einer Fackel sowie sechs Äxten besteht. Bei der IV. und V. Klasse besteht dieser Zwischenaufhänger aus zwei nach außen gebogenen dreiblättrigen Lindenzweigen. Die Rückseite des Ordenszeichens zeigt die Inschrift: VERNÍ SEBE, SVORNE NAPRED („Treu uns selbst, einig vorwärts“).

### Bruststern
Der Stern zur Großoffiziersklasse und zum Großkreuz ist gleich gehalten. Er ist silbern, sechszackig und mit der Vorderseite des Komturkreuzes (ohne Zwischenanhänger) belegt, dass auf einem sechseckigen goldenen, aus Olivenblättern gebildeten Stern aufgelegt ist.

### Collane
Die Kette des slowakischen Kreuzes ist die gleiche wie die des Pribina-Ordens. Ihre Kettenglieder bestehen wechselnd aus den Svätopluk-Zweigbündel und den goldenen Doppelkreuz auf dem blau gehaltenen Dreiberg, welche sich auch in den Winkeln des Pribina-Ordenskreuzes wiederfinden.

### Medaille vom Slowakischen Kreuz
Um 1940 wurde auch die dreistufige Medaille des Slowakischen Kreuzes mit einem Durchmesser von 33 mm gestiftet (Gold, Silber und Bronze). Sie zeigte im Avers das Ordenskreuz mit dem Hlinka-Kopf. Die Rückseite zeigt die bereits erwähnte Inschrift: VERNÍ SEBE SVORNE NAPRED. Allerdings ist beidseitig der Inschrift je ein dreiblättriges Lindenblatt erkennbar. Die Medaille selbst hängt dabei ebenfalls an einem dreiblättrigen Lindenzweig und wurde als Bandorden auf der linken Brustseite getragen. Das Ordensband selber war blau gewässert, 25 cm breit und von zwei zinnroten Streifen von je 2 mm Breite durchzogen.

## Sonstiges
Der Orden erlosch 1945.